# Todos al suelo
Todos al suelo es una película de comedia española de 1981 escrita y dirigida por Mariano Ozores, y protagonizada por Andrés Pajares y Fernando Esteso.

## Argumento
Aniceto (Andrés Pajares), Facundo (Fernando Esteso), Pedro (Antonio Ozores) y Bernardo (Juanito Navarro), son cuatro ciudadanos normales que arrastran una vida monótona y llena de miserias. Aniceto está a punto de ser padre, pero ello no obsta para que intente seducir a su vecina; Facundo quiere separarse de su mujer y emprender una nueva vida con su amante; Pedro es mecánico y tuerto y está aburrido de su existencia; y Bernardo es un abuelo que comparte una pequeña vivienda en un tiovivo junto a su hijo, su nuera y su nieto. Los 
cuatro deciden dar un giro a sus vidas y organizan un plan para atracar el conocido Banco Mistral.

## Reparto
| Intérprete          | Personaje               |
| ------------------- | ----------------------- |
| Andrés Pajares      | Aniceto García (Nº 1)   |
| Fernando Esteso     | Facundo Bonilla (Nº 0)  |
| Antonio Ozores      | Pedro, el tuerto (Nº 2) |
| Juanito Navarro     | Abuelo de Julito (Nº 3) |
| Azucena Hernández   | Dorita                  |
| Beatriz Escudero    | Leticia                 |
| Ricardo Merino      | Comisario               |
| Tania Ballester     |                         |
| Valeriano Andrés    | Don Gregorio            |
| Alfonso del Real    | Don Carlos              |
| Mabel Escaño        | Amante de Facundo       |
| Paloma Hurtado      | Marta                   |
| Rafaela Aparicio    | Casilda                 |
| Adrián Ortega       | Importante              |
| José Yepes          | Calixto                 |
| Andrés Burguera     | Manolo                  |
| Carlos Lucas        | Mariano                 |
| Maika Grey          | Adela                   |
| Eva Robin           | Berta                   |
| Ignacio Campos      | Julio                   |
| Silvia Gambino      | Marita                  |
| Ángel Luis Yusta    | Federico                |
| Mariano De Diego    | Agente 1º               |
| José Antonio Moreno | Cliente                 |
| José Carabias       | Barrendero 1º           |
| Ángel Quesada       | Barrendero 2º           |
| Alberto Rincón      | Julito                  |

## ¿Dónde se rodó?
Madrid
- Datos: Q6147995